# Wüstendorf (Lehrberg)
Wüstendorf (fränkisch: Wiastndorf) ist ein Gemeindeteil des Marktes Lehrberg im Landkreis Ansbach (Mittelfranken, Bayern). Wüstendorf liegt in der Gemarkung Brünst.

## Geografie
Der Weiler liegt am Wernsbach, der mit dem Zellbach (links) zur Rippach zusammenfließt, und am Kohlbach, der dort als rechter Zufluss in den Wernsbach mündet. Im Osten grenzen die Waldgebiete Berlach und Rehlesholz an. 0,75 km nordwestlich liegen die Brandhölzer. Gemeindeverbindungsstraßen führen nach Gödersklingen zur Staatsstraße 2255 (1,7 km nordwestlich) bzw. nach Schmalach ebenfalls zur St 2255 (1,4 km westlich), an der Alexandermühle vorbei nach Wernsbach zur Kreisstraße AN 10 (2 km südöstlich) und nach Moratneustetten (2 km nordöstlich).

## Geschichte
Der Ort wurde im Würzburger Lehenbuch von 1317 als „Wustendorf“ erstmals urkundlich erwähnt. Aus dem Ortsnamen kann geschlossen werden, dass die Siedlung an einem unbebauten, wüsten Platz gegründet wurde (siehe dazu auch bei Wüstenbruck).
Gegen Ende des 18. Jahrhunderts gab es in Wüstendorf 8 Anwesen (1 Hof, 6 Güter, 1 Leerhaus). Das Hochgericht übte das brandenburg-ansbachische Hofkastenamt Ansbach aus. Die Dorf- und Gemeindeherrschaft und Grundherrschaft über alle Anwesen hatte das Stiftsamt Ansbach. Von 1797 bis 1808 unterstand der Ort dem Justiz- und Kammeramt Ansbach.
Im Rahmen des Gemeindeedikts wurde Wüstendorf dem 1808 gebildeten Steuerdistrikt Brünst und der 1811 gegründeten Ruralgemeinde Brünst zugeordnet. Im Zuge der Gebietsreform in Bayern wurde diese am 1. Januar 1978 nach Lehrberg eingemeindet.

## Einwohnerentwicklung
| Jahr      | 001818 | 001840 | 001861 | 001871 | 001885 | 001900 | 001925 | 001950 | 001961 | 001970 | 001987 | 002008 |
| Einwohner | 53     | 43     | 57     | 61     | 61     | 54     | 44     | 46     | 68     | 46     | 34     | 29     |
| Häuser    | 9      | 9      |        |        | 11     | 11     | 9      | 9      | 8      |        | 8      |        |
| Quelle    | [ 13 ] | [ 14 ] | [ 15 ] | [ 16 ] | [ 17 ] | [ 18 ] | [ 19 ] | [ 20 ] | [ 21 ] | [ 22 ] | [ 23 ] | [ 1 ]  |

## Religion
Der Ort ist seit der Reformation evangelisch-lutherisch geprägt und bis heute nach St. Johannes (Wernsbach bei Ansbach) gepfarrt. Die Einwohner römisch-katholischer Konfession waren zunächst nach St. Ludwig (Ansbach) gepfarrt, seit 1970 ist die Pfarrei Christ König (Ansbach) zuständig.

## Wanderwege
Durch den Ort führen die Fernwanderwege Ansbacher Weg und Roter Tropfen.